# Вітковиці (Малопольське воєводство)
Вітковиці (пол. Witkowice) — село в Польщі, у гміні Кенти Освенцимського повіту Малопольського воєводства.
Населення — 2232 особи (2011).

## Історія
У 1975-1998 роках село належало до Бельського воєводства, підпорядковувалося районній адміністрації в Освенцимі.

## Демографія
Демографічна структура станом на 31 березня 2011 року:
|          | Загалом | Допрацездатний вік | Працездатний вік | Постпрацездатний вік |
| -------- | ------- | ------------------ | ---------------- | -------------------- |
| Чоловіки | 1116    | 258                | 751              | 107                  |
| Жінки    | 1116    | 254                | 682              | 180                  |
| Разом    | 2232    | 512                | 1433             | 287                  |